# Joffre Guerrón
Joffre Guerrón, né le 28 avril 1985 à Ambuquí, est un footballeur international équatorien.
Il faisait partie de l'équipe qui a remporté la Copa Libertadores en 2008, la LDU Quito. Il a également été élu meilleur joueur de cette compétition la même année et fut considéré comme l'un des footballeurs équatoriens les plus prometteurs.

## Carrière en club
Joffre Guerrón, surnommé La Dinamita, est né dans un petit village où d'autres figures importantes du football équatorien ont émergé avant lui (Édison Méndez, Agustín Delgado, Ulises de la Cruz entre autres). Il est le frère de Raúl Guerrón, qui participa avec l'Équateur à la Coupe du monde en 2002.
Joffre fait ses débuts en première division équatorienne au SD Aucas à l'âge de 16 ans. Il est ensuite transféré dans le grand club argentin de Boca Juniors, où il joue pour avec la réserve de l'équipe. Pourtant, il n'a jamais su saisir sa chance avec l'équipe première. C'est pourquoi il retourne en Équateur en 2006, mais cette fois pour jouer sous les couleurs de la LDU Quito, sur la demande de l'entraîneur du club de la capitale équatorienne, Juan Carlos Oblitas. 
En 2007, Guerrón débute au poste d'attaquant avec le nouvel entraîneur Edgardo Bauza. Il impressionne beaucoup, notamment avec sa vitesse de course et ses excellentes prestations en Copa Libertadores, marquant un but face au club paraguayen Libertad, et contre l'Estudiantes de la Plata de Juan Sebastián Verón. Avec ses bonnes performances, la Liga atteint la finale où Guerrón joue un rôle important lors de la victoire de son équipe contre Fluminense, marquant un autre but au match aller et réalisant une belle performance au match retour, jusqu'à transformer le penalty victorieux lors de la séance de tirs au but. 
Le 6 juin 2008, Joffre fait le saut en Europe en signant un contrat de 4 ans avec le Getafe CF, pour une somme avoisinant les 4 millions d'euros. L'année suivante, il est prêté au club brésilien de Cruzeiro EC pour 1 million d'euros avec option d'achat de 3 millions d'euros.
Début juillet 2012, il rejoint la Chine et le club de Beijing Guoan.
Le 13 juillet 2014, Guerrón signe un contrat pour trois ans chez Tigres UANL de la Première division du championnat du Mexique.

## Carrière internationale
Guerrón a représenté son pays de nombreuses fois avec l'équipe des moins de 20 ans. Il a été appelé en équipe première équatorienne pour participer à la campagne de qualifications pour la Coupe du monde 2010 en zone AmSud, disputant onze matchs. Lors des éliminatoires pour la Coupe du monde 2014, il prend part également à deux autres matchs.